# مامون الحق
علامه مامون الحق (بنگالی: মামুনুল হক) (زادهٔ نوامبر ۱۹۷۳) یک محقق بنگلادشی دیوبندی اسلامی، استاد، سیاستمدار، اقتصاددان، دانشگاهی، نویسنده، ویراستار، سخنران بین‌المللی اسلامی و مصلح اسلامی. وی دبیر مشترک حفاظتی اسلام بنگلادش، دبیرکل بنگلادش خلافت مجلس، شیخ الحدیث جامیا رحمانیه عربستان داکا، بنیانگذار مسجد بابری بنگلادش، مدیر مسئول ماهانه رحمانی پیگام، رئیس‌جمهور بنگلادش است جوانان خلافت مجلس و خطیب در مسجد جامع بیت الامور. وی استاد اقتصاد در دانشگاه آسیایی بنگلادش بود. وی همچنین در چندین سازمان از جمله رابطة الواعظین بنگلادش، سازمانی از سخنرانان اسلامی در بنگلادش، یک شخصیت برجسته است. او به پنج زبان از جمله بنگالی، انگلیسی و عربی مهارت دارد. وی به عنوان یک رهبر اسلامی در سراسر کشور شناخته شده‌است. ۶۵ سازمان از جمله بنگلادش عوامی لیگ، چاترا لیگ، جوبو لیگ، جنبش گسترده‌ای را در سراسر کشور آغاز کرده‌اند و خواستار ممنوعیت، دستگیری و مجازات مثال زدنی وی به دلیل ترویج بنیادگرایی اسلامی هستند.